# Император (Древний Рим)
Импера́тор (лат. imperator — полководец, командующий, повелитель) — древнеримский почётный воинский титул, наиболее распространённый в период Поздней республики.
Почётный титул появился в период Второй Пунической войны, первым императором стал Публий Корнелий Сципион Африканский. Как правило, солдаты называли своего полководца императором после победы в крупном сражении. Полководец-император получал право на триумф и на использование титула в своём полном имени. Никакой государственной власти он не давал. Тем не менее, титул императора и триумф считались пиком в карьере военачальников Римской республики.
Октавиан Август первым начал использовать этот титул перед своим именем, а не после него, как было принято. Последним императором-не принцепсом был Квинт Юний Блез. После 22 года н. э. титул императора стал прерогативой исключительно первого лица Римского государства, а позднее его стали принимать и претенденты на правление в Риме. В результате основным значением термина стало политическое обозначение верховного правителя.